# نانه گرونوال
نانه گرونوال (به انگلیسی: Nanne Grönvall) (زاده ۱۸ می ۱۹۶۲) خواننده سوئدی است.
او نماینده سوئد در مسابقه آواز یوروویژن ۱۹۹۶ بود.